# Pherotesia abjecta
Pherotesia abjecta är en fjärilsart som beskrevs av Louis Beethoven Prout 1931. Pherotesia abjecta ingår i släktet Pherotesia och familjen mätare. Inga underarter finns listade i Catalogue of Life.